# Albert Pütz (Schriftsteller)
Albert Pütz (* 15. März 1932 in Saarburg; † 19. Januar 2008 in Aachen) war ein deutscher Jurist und Schriftsteller.

## Leben
Pütz studierte nach seinem Abitur 1952 in Saarburg Moderne Sprachen an der Johannes Gutenberg-Universität Mainz und Rechtswissenschaften an der Rheinischen Friedrich-Wilhelms-Universität Bonn. Von 1966 bis 1994 war er Richter am Amtsgericht in Idar-Oberstein und lebte in Kirschweiler.

## Literarisches Wirken
Im Heimatbuch des Kreises Saarburg erschien 1962 mit dem Beitrag „Die Volksballaden Ernst Thrasolts“ seine erste Veröffentlichung. Seit den 1970er Jahren veröffentlichte Pütz mehrere Romane, Essays und Erzählungen sowie Dokumentationen. Bekannt wurde er mit seinem 1998 erschienenen Buch „Das SS-Sonderlager/KZ Hinzert 1940–1945“ und seinen Recherchen um den ehemaligen Kommandanten Paul Sporrenberg.
Er war zudem engagiert in den Berufsverbänden der Autoren, unter anderem Vorsitzender des Förderkreises deutscher Schriftsteller in Rheinland-Pfalz von 1984 bis 1990 und Landesvorsitzender des Verbandes deutscher Schriftsteller in der IG Medien von 1984 bis 1994 sowie Präsidiumsmitglied des Bundesschriftstellerkongresses. Pütz war einer der Initiatoren der Rheinland-Pfälzischen Literaturtage und des Wettbewerbs „Buch des Jahres“ in Rheinland-Pfalz sowie Jurymitglied unter anderem beim Kunstpreis Rheinland-Pfalz und der Carl-Zuckmayer-Medaille.

## Schriften
- Albert Pütz: Der Therapeut oder die Irren auf der Bastion. Ullstein, 1984, ISBN 3-548-38538-9.
- Albert Pütz: Hecht in Himmerod. Pfälz. Verlagsanstalt, 1990, ISBN 3-87629-179-8.
- Albert Pütz: Gelächter am Weg. Erzählungen. 1992, ISBN 3-87629-225-5.
- Albert Pütz: Das SS-Sonderlager / KZ Hinzert 1940–1945: Das Anklageverfahren gegen Paul Sporrenberg: eine juristische Dokumentation. P. Lang, Frankfurt am Main 1998
- Albert Pütz: Villa mit Gästen. Gollenstein, 2000, ISBN 3-930008-59-9.
- Albert Pütz: Störverdacht. Erkundigungen über Durchreisende. Gollenstein, 2000, ISBN 3-930008-38-6.
- Albert Pütz: Aufrührer und Glückssucher. Gollenstein, 2001, ISBN 3-930008-10-6, mit Hajo Müller (Illustrator)
- Albert Pütz: Das SS-Sonderlager / KZ Hinzert 1940–1945: Angehörige der ehemaligen Lager-SS, Gestapo und NS-Justiz vor Gericht. Teil 2. P. Lang, Frankfurt am Main 2001, ISBN 3-631-37679-0.
- Achim Hütten, Klaus Schäfer, Michel Décaudin, Gerhard Dörr, Helmut von Fisenne, Detlef Gojowy, Albert Pütz, Kurt Roessler: Guillaume Apollinaire an Mittelrhein und Mosel 1901–1902: Ein Dichter zwischen Spätromantik und Moderne. Stadt Andernach 2002, ISBN 3-9807996-0-3.
- Albert Pütz: Hecht in Himmerod. vollständig überarbeitete Neuauflage. Hrsg. Anne Syndram, Eifeler Literaturverlag, 2024, ISBN 978-3-96123-092-1.